# Надя Калвиньо
Надя Мария Калвиньо Сантамария (на испански: Nadia María Calviño Santamaría) е испанска икономистка и държавен служител, която е президент на Европейската инвестиционна банка от януари 2024 г.

## Биография
Надя Мария Калвиньо Сантамария е родена в Ла Коруня, Галисия, Испания на 3 октомври 1968 г. Баща ѝ, Хосе Мария Калвиньо, е бивш генерален директор на Radio Televisión Española (RTVE). Завършва икономика през 1991 г. в университета „Комплутенсе“ в Мадрид и има диплома по право през 2001 г. в Националния университет за дистанционно обучение (UNED).
Калвиньо започва кариерата си на различни позиции в Министерството на икономиката и през 2006 г. се премества в Европейската комисия. Работи в няколко генерални дирекции и през 2014 г. е назначена за генерален директор по бюджета (DG BUDG) под ръководството на европейския комисар Гюнтер Йотингер. Тя заема този пост до юни 2018 г., когато премиерът Педро Санчес ѝ предлага позиция в кабинета. Калвиньо работи и като професор в университета Комплутенсе.
От юни 2018 г. до декември 2023 г. Калвиньо е част от кабинетите, ръководени от премиера Педро Санчес, като заема длъжността министър на икономиката.
След оставката на Кристин Лагард като управляващ директор на Международния валутен фонд (МВФ) през 2019 г., Калвиньо е една от кандидатките за потенциален наследник на поста. Тя оттегля кандидатурата си след първия кръг на гласуване от представителите на държавите членки и на поста е назначена Кристалина Георгиева.
От 2020 г. тя е и вицепремиер на Испания, първо като трети вицепремиер (от януари 2020 г. до март 2021 г.), по-късно като втори (март–юли 2021 г.) и накрая първи вицепремиер (от юли 2021 г. до декември 2023 г.).

През 2020 г. Калвиньо е кандидат за председател на Еврогрупата – органът, който представлява финансовите министри от еврозоната – но не е избрана.
На 7 декември 2021 г. Калвиньо e предложена от Еврогрупата за европейски кандидат за председателство на Международния валутен и финансов комитет (МВФК), позиция, съвместима с нейния пост на министър в испанското правителство. Тя е избрана за поста на 24 декември.

### Президент на Европейската инвестиционна банка
През август 2023 г. испанското правителство номинира Калвиньо за кандидат на Испания за поста президент на Европейската инвестиционна банка (ЕИБ). След като събра подходяща и публична подкрепа от германското (един от най-големите акционери в ЕИБ)  и белгийското правителство (председател на Съвета на управителите на ЕИБ към момента), Съветът по икономически и финансови въпроси я одобрява за поста в началото на декември 2023 г. С това тя става първата жена, заемала поста.
През март 2024 г. министър-председателят на Финландия, Петери Орпо, начело с 13 други нации – България, Дания, Естония, Франция, Германия, Италия, Латвия, Литва, Холандия, Полша, Чехия, Румъния и Швеция, изготвят писмо до Калвиньо, Шарл Мишел и Александър де Кро, в което призовават за спешна преоценка на политиката на ЕИБ относно инвестициите, свързани с отбраната, в светлината на 400-дневна руска инвазия в Украйна. По-конкретно те споменават „списъка с изключени дейности.. и други ограничителни елементи... Една надеждна отбранителна индустрия на свой ред изисква инвестиции.“ През януари 2025 г. Калвиньо обявява, че ЕИБ ще спонсорира 2 милиарда евро заеми, свързани с отбраната през 2025 г.

## Личен живот
Калвиньо има четири деца. Сред нейните хобита са киното от 50-те години на ХХ век и готвенето. Тя говори испански, галисийски, английски, френски и немски.